# 光子力
光子力（こうしりょく）は、永井豪の漫画およびそれを原作とするテレビアニメ『マジンガーZ』とそのシリーズ作品に登場する架空のエネルギー。現実の光子とは無関係である。
ダイナミック企画が原案協力で参加している『大空魔竜ガイキング』や、“ダイナミック企画作品”の安田達矢による原作漫画版『鋼鉄ジーグ』にも登場する。

## 解説
マジンガーZの開発者・兜十蔵博士が発見した新元素ジャパニウムから成るジャパニウム鉱石は、富士火山帯の地層からのみ採掘される。そのジャパニウム鉱石からは超合金Zを生成することができるとともに、光子力エネルギーを取り出すことができる。光子力とは「ジャパニウム核分裂の過程で抽出される光のエネルギー」である。作中、富士山麓にある光子力研究所で報道陣に対して超合金Zと光子力のデモンストレーションが行われ、ジャパニウムのブロックにビームを照射する事で膨大な光を発する描写がされている（『マジンガーZ』TVシリーズ第1話）。
動力としての光子力エンジン、武装としての光子力ビーム、その他に脚部の光子力ロケットなど、マジンガーZを構成する多くの技術に光子力が使用されている（マジンガーZの飛行用オプションユニットである“ジェットスクランダー”も、ジェットと名が付いてはいるものの実際にはジェット推進ではなく、光子力ロケットエンジンを推進器としており、光子炉を内蔵し光子力エネルギーで動いている）。これは後継機ともいえるグレートマジンガーや、レディロボットと呼ばれるアフロダイA・ダイアナンA・ビューナスAも同様である。
光子力は燃料状態では液体であり、光子力研究所の施設で精製される。そのためボスボロットに給油して使用することが出来た（『マジンガーZ』TVシリーズ第73話）。
その一方で、光子力エネルギーは超合金Zから発生・放出されるという特徴も持ち、超合金Zは耐用期限を迎えるとそれができなくなって、装甲材に使用しているメカの運用に支障をきたす。このため劇中でマジンガーZがエネルギーの消耗を起こし、装甲の超合金Zをすべて交換する必要に迫られる事態に陥っている。この場合の燃料としての光子力エネルギーの補給との兼ね合いや関連性は、まったく語られておらず詳細不明である。（以上、第54話）
完全無公害のうえ驚異的なパワーを持つ光子力は「人類最後のエネルギー」と称され、戦いが終わり世界が平和になった後、原子力にかわる新たなエネルギー革命として世界各国から注目され、全世界に網目のように張り巡らされたインフラとして、光子力ネットワークを構築するようになる（映画『マジンガーZ / INFINITY』）。

以下における光子力については、いずれもどのようなエネルギーであるか（マジンガーシリーズにおける光子力と同じ製法や性質のものなのか）といった説明や設定がいっさい無いため詳細は不明。
- 『大空魔竜ガイキング』においては、恐竜型移動要塞“大空魔竜”の動力として原子力と磁力に加え、光子力が使われている[11][12][13][14]（TVシリーズ第8話テロップより）[注 5]。また、第11話には“光子力エネルギー研究所”という施設も登場する。
- 安田達矢が講談社、月刊テレビマガジンに連載した原作漫画版『鋼鉄ジーグ』では、ジーグの武装であるマッハ=ドリルについて「光子力をエネルギーとしている」という卯月美和のセリフがある[15]。ジーグの動力源は“磁流波エネルギー[注 6]”とされており、TVアニメ版のみならず漫画版でもそれは言及されている[18]ので、なぜマッハ=ドリルが光子力エネルギーなのか、その理由は定かでない。